# Антиох Гиеракс
Антио́х Гиеракс (др.-греч. Aντιoχoς Ιεραξ; ок. 255 до н. э. — 226 до н. э.) — правитель части государства Селевкидов в Малой Азии. Сын Антиоха II Теоса и первой его жены Лаодики I. Прозвище Антиоха — Гиеракс — переводится как «коршун».

## Биография
Антиох — младший брат Селевка II Каллиника. Сразу же после смерти отца в 246 году до н. э. Селевк II участвовал в третьей Сирийской войне (246—241 до н. э.), выступив против правителя Египта Птолемея III Эвергета. Антиох был направлен в Анатолию для управления территорией. Там же проживала его мать Лаодика. Из Анатолии были посланы войска, якобы для помощи брату, на самом же деле для завоевания всей страны. Однако к моменту их прибытия между Селевком II и Птолемеем III был заключён мир (241 год до н. э.).
Селевк II вторгся в Анатолию и сначала действовал успешно. Антиох Гиеракс объявил о независимости Анатолии, в 239 году до н. э. привлёк на свою сторону наёмников из кельтских племён галатов и начал войну с братом за престол (так называемая «Война братьев» 239—236 годов до н. э.). В 236 году до н. э. Антиох нанёс сокрушительное поражение брату около города Анкира (современная Анкара), получив в своё полное владение территорию Малой Азии за Таврскими горами. Хотя Антиох стал независимым правителем, в селевкидских документах он упоминался как соправитель своего брата.
В конце войны в Малой Азии появился другой завоеватель, царь Пергама Аттал I Сотер, разбивший Антиоха Гиеракса в 229 году до н. э. и вынудивший его бежать из Анатолии.
Вернувшись в Сирию, Антиох Гиеракс пытался организовать мятеж против брата, но в 227 году до н. э. был изгнан в Финикию, где попал в плен. В следующем году Антиоху удалось бежать из плена с помощью гетеры, но он был убит своими же бывшими союзниками галатами.
Антиох был женат на дочери царя Вифинии Зиаила. Юстин назвал его тестем правителя Каппадокии Ариарамна. В этой связи О. Л. Габелко отметил, что свадьба Гиеракса с каппадокийской принцессой должна была состояться после 235 года до н. э. (год заключения предыдущего брака).